# Platforme de dezvoltare Web
O platformă pentru dezvoltarea de aplicații web este un grup de biblioteci, un program sau un grup de programe, care ajută programatorii în dezvoltarea rapidă a acestor aplicații. Prin folosirea unei platforme se încearcă eliminarea unor activitați recurente și comune, de exemplu multe platforme oferă biblioteci pentru accesul la baze de date, pentru implementarea design-ului, pentru managementul sesiunilor și ajută la refolosirea codului.
Exista implementări pentru majoritatea programelor cu care se creează aplicații web.

## Java
Există numeroase implementari de platforme Java, unele în dezvoltare și altele stabile. Majoritatea sunt construite având la bază sau Împrumutând elemente din Java EE platform.

## Php
CakePHP, PRADO, ThinkPHP, Qcodo, symfony, Zoop Framework, eZ publish, Zend Framework, CodeIgniter. Pentru o listă completă, vizitați pagina listei de cadre de lucru PHP.

## C# și VB.NET
C# ( C sharp ) și VB.NET se bazează pe platforma ASP.NET a lui Microsoft.

## Perl
Catalyst, CGI:Application Arhivat în 26 decembrie 2007, la Wayback Machine., Gantry

## Python
Django, Pylons, Turbo Gears Arhivat în 18 decembrie 2005, la Wayback Machine.

## Ruby
Ruby on Rails, Nitro, Merb

## JavaScript
Prototype și Scriptaculous, jQuery, mootools.

## Coldfusion
Fusebox Arhivat în 11 iulie 2008, la Wayback Machine.